# Talio
Nella mitologia greca, Talio era un combattente etiope che faceva parte del contingente di re Memnone alla guerra di Troia. Egli è citato nel libro II del Posthomerica di Quinto Smirneo.
Lottò a fianco dei Troiani, essendo il suo sovrano Memnone imparentato con il re di Troia Priamo. Uomo di grande valore, fu affrontato in duello da Achille e da lui ucciso (forse con un giavellotto) contemporaneamente al compagno Mente, anch'egli etiope.